# Церковь Всех Святых (Близне)
Церковь Всех Святых (пол. Kościół Wszystkich Świętych) — католическая церковь, находящаяся в селе Близне, гмина Ясеница-Росельна, Бжозувский повят, Подкарпатское воеводство. Архитектурный памятник деревянной готики XV века, входящий в Список всемирного наследия ЮНЕСКО и туристический маршрут «Путь деревянной архитектуры».
Уникальный комплекс средневекового деревянного зодчества в Близне состоит из церкви и дома священника, расположенных на холме Парнас, в окружении вековых деревьев.

## История
Возведение приходской церкви Всех Святых в селе Близне относят к середине XV века. Храм был построен в стиле поздней деревянной готики, и кроме прямого назначения, нёс функции оборонительно сооружения. Впервые он упоминается в 1470 году.
В XVII веке церковь была окружена оборонительными валами. В первой половине того же века были построены колокольня и дом священника.
В начале XIX века были разобраны, окружавшие храм соботы.
В 1964—1980 годах здание было полностью отреставрировано.

## Архитектура
Церковь Всех Святых целиком построена из тёсанных еловых бревен без использования гвоздей. С запада к ней примыкает массивная колокольня. Крыша храма покрыта черепицей. Территория вокруг церкви окружена деревянным забором с кирпичными часовнями.
Храм состоит из крыльца, нефа, главного и двух боковых алтарей. Богато украшенный интерьер известен, прежде всего, фресками 1550, 1649 и 1700 годов, картинами XVI и XVII веков, а также хорошо сохранившимися барельефами и собранием сакральной скульптуры XIV века.
Деревянная кафедра 1604 года выполнена в стиле позднего ренессанса. Оба боковых алтаря выполнены в XVII веке в стиле барокко. В левом боковом алтаре находится чудотворная статуя Богоматери Благодатной, сохранившаяся от триптиха XVI века в стиле поздней готики.
Возле церкви находится старый деревянный дом священника, колторый впервые упоминается в 1699. Ныне в нём размещается приходской музей с ценными экспонатами сакрального искусства. Крыша здания покрыта соломой.

## В списке Всемирного наследия ЮНЕСКО
В 2003 году вместе с рядом других деревянных церквей на юге Польши, церковь Всех Святых в Близне была включена в список Всемирного наследия ЮНЕСКО.

## Источник
- Церковь Всех Святых в Близне.
- Церковь Всех Святых в Близне на сайте Blizne.wiara.org.pl
- История и фотографии храма (Polska — Podkarpackie — Blizne)  (пол.)